# 奧波雷盧鄉
44°36′N 24°25′E / 44.600°N 24.417°E
奧波雷盧鄉（羅馬尼亞語：Comuna Oporelu, Olt），是羅馬尼亞的鄉份，位於該國南部，由奧爾特縣負責管轄，處於布加勒斯特以西130公里，每年平均降雨量1,040毫米，海拔高度201米，2007年人口1,354。